# تابو إيمبيكي
تابو إيمبيكي (18 يونيو 1942 – 02 يناير 2024) هو سياسي جنوب أفريقي شغل منصب الرئيس الديمقراطي الثاني لجنوب إفريقيا في الفترة الواقعة ما بين 14 يونيو 1999 وحتى 24 سبتمبر 2008، عندما استقال بناءً على طلب حزبه، المؤتمر الوطني الأفريقي. قبل ذلك، كان نائب الرئيس في عهد نيلسون مانديلا من 1994 إلى 1999.
انخرط امبيكي - وهو نجل غوفان امبيكي المفكر الشهير في حزب المؤتمر الوطني الأفريقي - في سياسة حزب المؤتمر الوطني الأفريقي منذ 1956، عندما انضم إلى رابطة شباب حزب المؤتمر الوطني الأفريقي، وكان عضوًا في اللجنة التنفيذية الوطنية للحزب منذ 1975. ولد في ترانسكي، وغادر جنوب إفريقيا وهو في العشرين من عمره للالتحاق بالجامعة في إنجلترا، وأمضى ما يقرب من ثلاثة عقود في المنفى خارج بلاده، إلى أن رُفع الحظر عن حزب المؤتمر الوطني الأفريقي عام 1990. ترقى في قسم المعلومات والدعاية الخاص بالحزب، بصفته تحت رعاية أوليفر تامبو، لكنه كان أيضًا دبلوماسيًا متمرسًا، إذ عمل ممثلًا رسميًا لحزب المؤتمر الوطني الأفريقي في العديد من مراكزه الأفريقية. كان من أوائل المدافعين عن الجهود الدبلوماسية التي أدت إلى مفاوضات إنهاء الفصل العنصري وهو من قاد هذه المفاوضات. وبعد أول انتخابات ديمقراطية في جنوب إفريقيا عام 1994، عُين نائبًا للرئيس الوطني. وفي السنوات اللاحقة، أصبح من الواضح أنه الخليفة المختار لمانديلا، وانتُخب رئيسًا لحزب المؤتمر الوطني الأفريقي دون أي معارضة عام 1997، مما مكنه من الوصول إلى الرئاسة مرشحًا عن حزب المؤتمر الوطني الأفريقي في انتخابات 1999.
عندما كان امبيكي نائبًا للرئيس، اعتُبر قيمًا على سياسة النمو والعمالة وإعادة التوزيع، التي اعتمدتها الحكومة في 1996. واستمر خلال فترة رئاسته في تأييد سياسات الاقتصاد الكلي المحافظة نسبيًا والملائمة للسوق. خلال فترة رئاسته، شهدت جنوب إفريقيا انخفاضًا في الدين العام، وتضاؤلًا في عجز الميزانية، ونموًا اقتصاديًا ثابتًا ومعتدلًا. ومع ذلك، رغم احتفاظه ببرامج ديمقراطية اجتماعية مختلفة، والتوسعات الملحوظة في برنامج التمكين الاقتصادي للسود، غالبًا ما اعتبر النقاد سياسات امبيكي الاقتصادية ليبرالية جديدة، إذ أنه لم يراع أهداف التنمية وإعادة التوزيع بشكل كاف. بسبب هذه الانتقادات، ابتعد امبيكي بشكل متزايد عن الجناح اليساري لحزب المؤتمر الوطني الأفريقي، وعن قادة شركاء التحالف الثلاثي لحزب المؤتمر الوطني الأفريقي، ومؤتمر نقابات عمال جنوب إفريقيا والحزب الشيوعي الجنوب إفريقي. كانت هذه العناصر اليسارية هي التي دعمت جاكوب زوما ضد امبيكي في التنافس السياسي الذي اندلع بعد أن أقال امبيكي جاكوب زوما من منصبه نائبًا للرئيس في 2005.
رئيسًا، كان لدى امبيكي تفضيل واضح للسياسة الخارجية وخاصة لتعددية الأطراف. كانت نزعته الأفريقية ورؤيته «للنهضة الأفريقية» جزءًا أساسيًا من شخصيته السياسية، ويشير المعلقون إلى أنه ضَمن لجنوب أفريقيا دورًا في السياسة الأفريقية والعالمية لا يتناسب مع حجم البلد وتأثيره التاريخي. كان صاحب التخطيط الأساسي لبرنامج الشراكة الجديدة من أجل تنمية أفريقيا. بصفته الرئيس الأول للاتحاد الأفريقي، قاد النظام المسمى آلية مراجعة الأقران الأفريقية. بعد إطلاق منتدى الحوار بين الدول الإفريقية (آي. بي. إس. إيه.) في 2003، تعاونت حكومته مع الهند والبرازيل للضغط من أجل إجراء إصلاحات في الأمم المتحدة، داعية إلى دور أقوى للبلدان النامية. ومن بين التزامات جنوب إفريقيا المختلفة في مجال حفظ السلام خلال فترة رئاسته، كان امبيكي الوسيط الرئيسي في الصراع بين الاتحاد الوطني الإفريقي الزيمبابوي - الجبهة الوطنية والمعارضة الزيمبابوية في العقد الأول من القرن الحادي والعشرين. إلا أنه تعرض لانتقادات متكررة بسبب سياسة «الدبلوماسية الهادئة» التي اتبعها في زيمبابوي، والتي رفض بموجبها إدانة نظام روبرت موغابي أو فرض عقوبات عليه.
كانت سياسة امبيكي المتعلقة بفيروس نقص المناعة البشرية/الإيدز مثيرة للجدل إلى حد كبير في جميع أنحاء العالم. إذ لم تقدم حكومته برنامجًا وطنيًا للوقاية من انتقال العدوى من الأم إلى الطفل حتى عام 2002، عندما أصدرت المحكمة الدستورية تكليفًا بذلك، بالإضافة إلى أنها لم توفر العلاج المضاد للفيروسات القهقرية في نظام الرعاية الصحية العامة حتى أواخر عام 2003. قدرت الدراسات اللاحقة أن هذا التأخير تسبب في مئات الآلاف من الوفيات التي كان من الممكن تفاديها. امبيكي نفسه، كوزير الصحة في حكومته مانتو تشابالالا-مسيمانغ، وُصف بأنه منكر للإيدز أو «منشق» أو متشكك. وعلى الرغم من أنه لم ينكر صراحة العلاقة السببية بين فيروس نقص المناعة البشرية والإيدز، إلا أنه غالبًا ما كان يطرح الحاجة إلى البحث عن الأسباب والعلاجات البديلة للإيدز، وأشار في كثير من الأحيان إلى أن نقص المناعة هو نتيجة غير مباشرة للفقر.
بدأ تراجع امبيكي السياسي في مؤتمر بولوكواني لحزب المؤتمر الوطني الأفريقي في ديسمبر 2007، عندما حل محله زوما رئيسًا لحزب المؤتمر الوطني الأفريقي. لم يكن من المقرر أن تنتهي فترة ولايته رئيسًا وطنيًا حتى يونيو 2009، لكنه أعلن في 20 سبتمبر 2008 أنه سيستقيل بناءً على طلب اللجنة التنفيذية الوطنية لحزب المؤتمر الوطني الأفريقي. كان من المفهوم أن قرار حزب المؤتمر الوطني الأفريقي «بعزل» امبيكي مرتبط بحكم المحكمة العليا، الذي صدر في وقت سابق من ذلك الشهر، والذي زعم فيه القاضي كريس نيكلسون وجود تدخل سياسي غير لائق في الهيئة الوطنية للادعاء العام، وتحديدًا في تهم الفساد الموجهة ضد زوما. وقد ألغت محكمة الاستئناف العليا حكم نيكلسون في يناير 2009، وفي ذلك الوقت كان الرئيس كغاليما موتلانتي قد حل محل امبيكي.

## قبل العام 1994
كان والده عضو المجلس الإفريقي القومي (African National Congress) والحزب الشيوعي الجنوب أفريقي. فدخل أيضاً في المؤتمر القومي الأفريقي حين كان بالرابعة عشر من عمرة.
بعد مدة ذهب إلى جوهانسبرغ وعمل مع والتير سيزولو الذي كان يقاوم سياسة الأبارتيد.

## نفيه
في سنة 1963 حكم بعدة أحكام على عدد من قادة المجلس الإفريقي القومي مثل والتير سيزولو أو نيلسون مانديلا وغيرهم وهو حكم عليه بالنفي. وقد أمضى السنوات الأولى من منفاه في المملكة المتحدة، وأثناء تلك الفترة حصل على الماجستير في الاقتصاد من جامعة ساسكس وبعد ذلك عمل في مكتب لندن التابع للمؤتمر الوطني الأفريقي. بعد ذلك زار الاتحاد السوفييتي وتلقى تدريباً عسكرياً في ذلك الحين. وعاش في عدد بلدان أفريقية مثل زامبيا، بتسوانا، سوازيلند، ونيجيريا، ولكن مقره الأساسي كان في لوساكا بزامبيا. وأثناء وجوده في المنفى اغتيل شقيقة جاما مبيكي على يد عملاء لحكومة ليسوتو في عام 1982.

## رئاسة مبيكي جنوب إفريقيا
أصبح رئيسا لجنوب أفريقيا في ولايته الأولى في يونيو سنة 1999. وأعيد انتخابه لرئاسة البلاد في الانتخابات الديمقراطية الثالثة عام 2004 مع أغلبية برلمانية أكبر. و كان من المقرر أن تنتهي فترة الرئاسة الأخيرة للرئيس مبيكي بحكم الدستور في عام 2009 حيث أن دستور البلاد لا يسمح بشغل منصب رئاسة الدولة أكثر من فترتين. وقد ركز في فترة حكمة على تعزيز المصالحة وبناء مؤسسات الدولة وانعاش الاقتصاد ومعالجة المشاكل الداخلية وتعزيز المكانة القارية والدولية لجنوب أفريقيا.

## مبيكي وزوما
سعى أعضاء حزب المؤتمر الوطني الأفريقي خلال مؤتمرهم الحزبي في 2007 إلى تغيير الرئيس بحيث يخرج من الحكم وينتخب نائب الرئيس السابق جاكوب زوما الذي كان قد أقاله الرئيس في 2005 للاشتباه في تورطه في الفساد.

## الاستقالة
دعا الحزب الحاكم في جنوب أفريقيا المؤتمر الوطني الأفريقي الرئيس إلى الاستقالة وذلك بسبب اتهامة بالتدخل في عمل القضاء أثناء محاكمة نائبه الأسبق جاكوب زوما بتهم فساد، وقد وافق إيمبيكي على الاستقالة في 20 سبتمبر وقبل أن يذهب قرار الحزب الحاكم إلى البرلمان.

## روابط خارجية
- تابو إيمبيكي على موقع IMDb (الإنجليزية)
- تابو إيمبيكي على موقع الموسوعة البريطانية (الإنجليزية)
- تابو إيمبيكي على موقع مونزينجر (الألمانية)
- تابو إيمبيكي على موقع ميوزك برينز (الإنجليزية)
- تابو إيمبيكي على موقع إن إن دي بي (الإنجليزية)
- تابو إيمبيكي على موقع ديسكوغز (الإنجليزية)
- تابو إيمبيكي على موقع قاعدة بيانات الفيلم (الإنجليزية)